# Турсун-заде, Мирзо

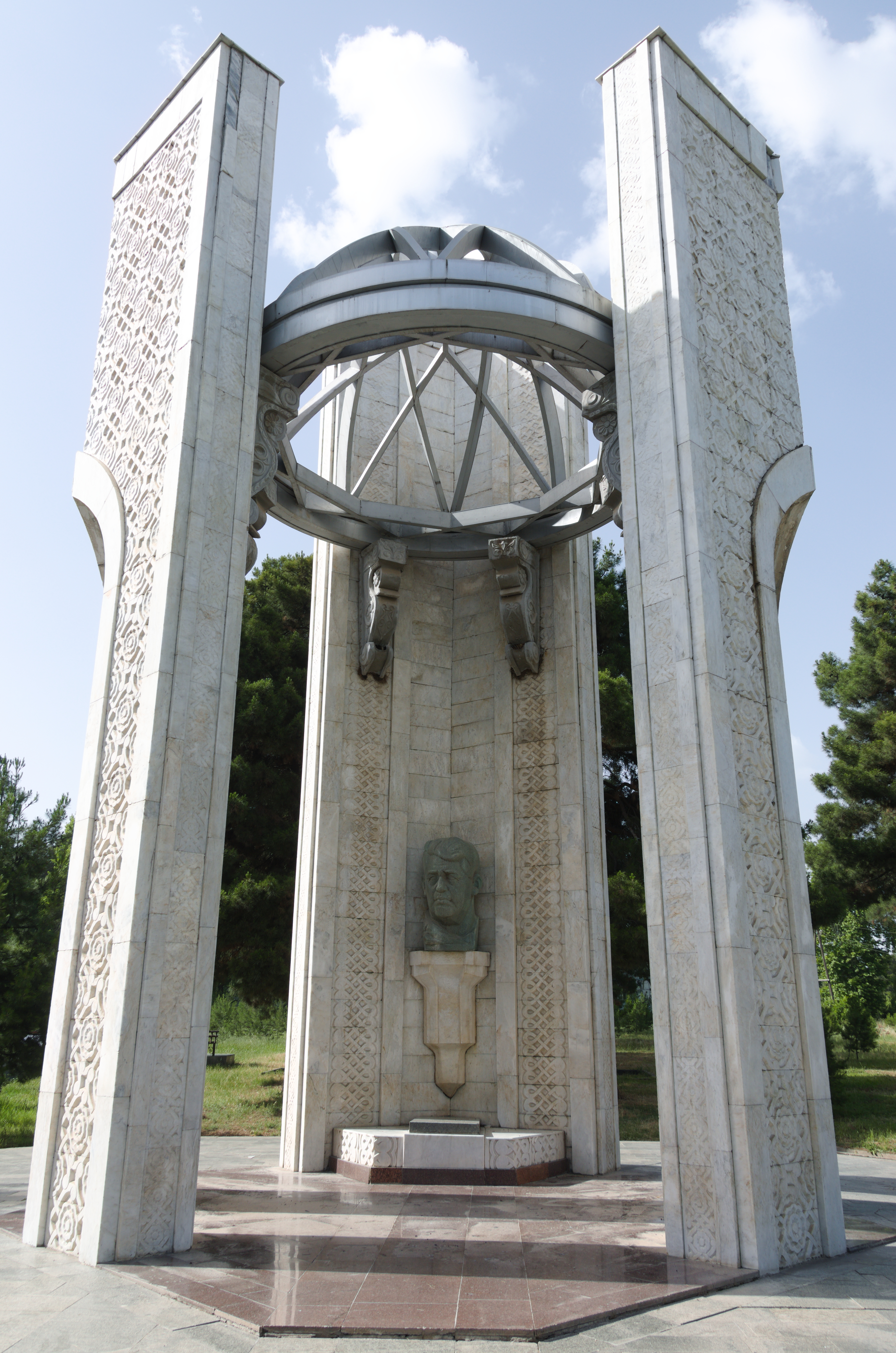
Место погребения на Лучобском мемориале в Душанбе

Мирзо́ Турсу́н-заде́  (тадж. Мирзо Турсунзода; 1911, Каратаг — 1977, Душанбе) — таджикский советский поэт. Народный поэт Таджикской ССР (1961). Герой Социалистического Труда (1967). Герой Таджикистана (2001, посмертно). Лауреат Ленинской (1960) и Сталинской премии второй степени (1948). Член ВКП(б) с 1941 года. Выдающийся таджикский национальный поэт. Классик таджикской поэзии.

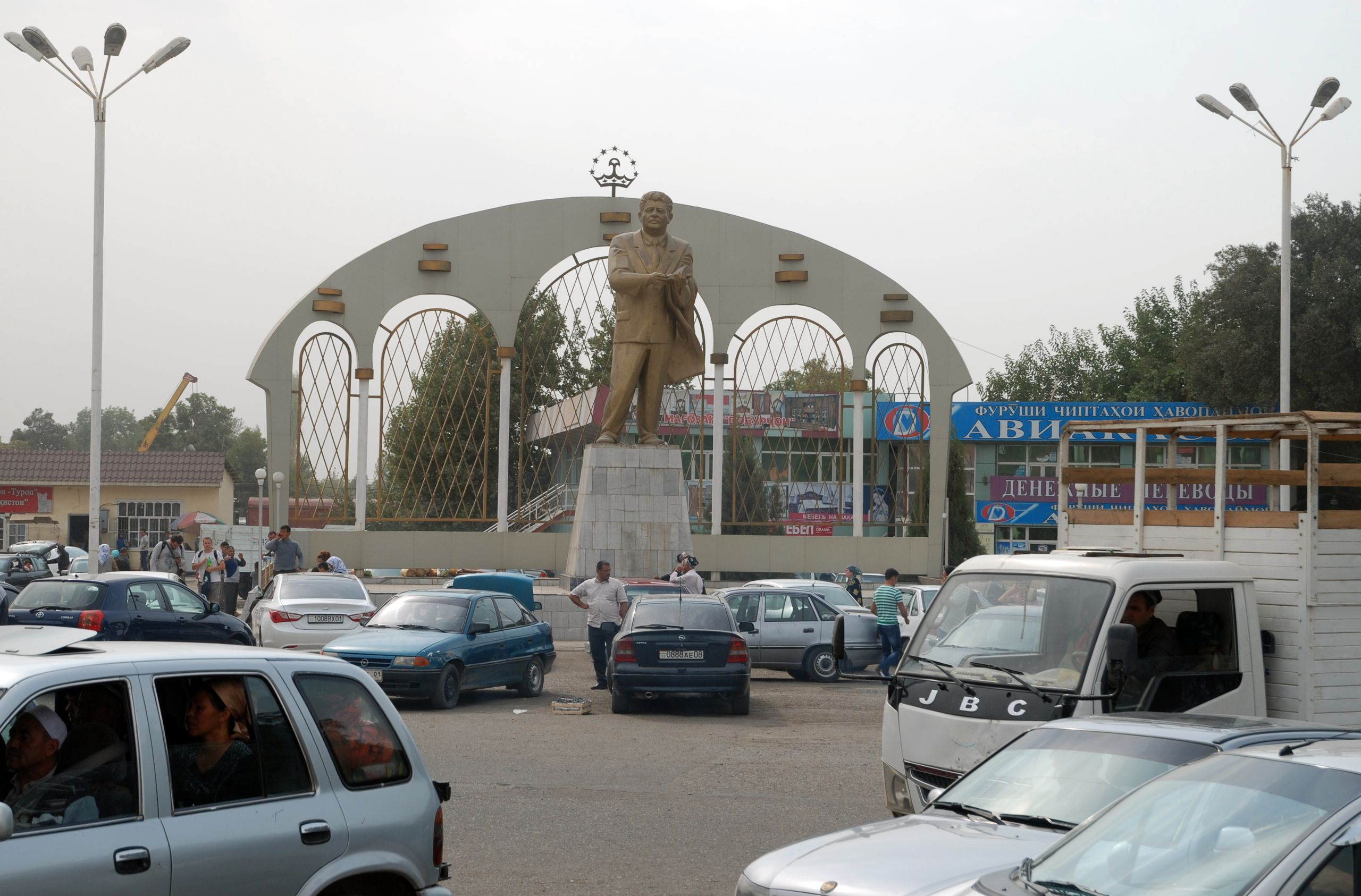
Памятник поэту Мирзо Турсун-заде

## Биография
Родился 19 апреля (2 мая) 1911 года в кишлаке Каратаг (ныне город Турсунзаде Таджикистана), в семье плотника.
В 1925 году поступил в советскую школу. Учился в Душанбинском интернате и педагогическом техникуме. В 1930 году окончил Таджикский институт просвещения в Ташкенте. Работал заведующим и ответственным секретарем газеты «Комсомоли Тоджикистон», руководителем литературной части Ленинабадского музыкально-драматического театра им. А. С. Пушкина.
В 1932 году был издан первый сборник стихов («Знамя победы»).
В 1935 году работал в Союзе писателей Таджикской ССР, был заведующим организационно-массовым отделом и руководителем секции драматургии. В 1939 году был избран председателем Правления Союза писателей. В 1942 году возглавлял Главлит, а в 1943-м — республиканское управление искусств.
С 1951 года — действительный член Академии наук Таджикской ССР.
С 1959 года Мирзо Турсун-заде — секретарь Правления Союза писателей СССР.
Турсун-заде подписал Письмо группы советских писателей в редакцию газеты «Правда» 31 августа 1973 года о Солженицыне и Сахарове.
Умер 24 сентября 1977 года в Душанбе. Похоронен в Душанбе на Лучобском кладбище: на Лучобском холме был построен надгробный мавзолей Мирзо Турсун-заде.
Видный государственный и общественный деятель, депутат ВС СССР, член ЦК Компартии Таджикистана, Председатель Советского Комитета солидарности стран Азии и Африки, член Советского комитета защиты мира, член Всесоюзного Комитета по Ленинским и Государственным премиям СССР в области литературы, искусства и архитектуры, председатель Таджикского республиканского Комитета защиты мира, председатель Комитета по присуждению Государственных премий Таджикской ССР им. Рудаки, член редколлегии библиотеки поэта издательства «Советский писатель» и 200-томной библиотеки мировой литературы, член Главной редколлегии Таджикской советской энциклопедии.
Мирзо Турсунзаде ещё при жизни стал классиком. Писал на русском и таджикском языках. Почти все произведения поэта переведены на русский язык, неоднократно издавались в республиканских и всесоюзных печатных органах, в литературных сборниках, а также отдельными книгами. Перевел на таджикский язык многие произведения русских писателей и писателей республик СССР: А. С. Пушкина, Т. Г. Шевченко, Н. А. Некрасова, Джамбула, Шота Руставели, Ш. Р. Рашидова, Зульфии и других.

### Занимаемые должности
- Депутат ВС СССР 2—9 созывов (с 1946 года)
- Член ЦК КП Таджикистана
- Председатель Советского Комитета солидарности стран Азии и Африки
- Член Советского Комитета защиты мира
- Член Всесоюзного Комитета по Ленинским и Государственным премиям СССР в области литературы, искусства и архитектуры при Совете Министров СССР
- Член Главной редколлегии Таджикской советской энциклопедии.
- Действительный член (академик) Академии наук Таджикской ССР (1951)
- Член президиума ВСМ
- Член Союза писателей СССР (с 1934 года), секретарь правления (с 1959 года)
- Председатель правления Союза писателей Таджикской ССР (с 1946 года)

## Известные произведения
- Поэма «Солнце страны» (1936 год)
- Поэма «Осень и весна» (1937 год)
- Сборник «Стихи» (1939 год)
- Поэма «За Родину!» (1941 год)
- Поэма «Сын Родины» (1942 год)
- Поэма «Невеста из Москвы» (1945 год)
- Цикл стихов «Индийская баллада» (1947—1948 годы)
- Цикл стихов «Я с Востока свободного» (1950)
- Поэма «Хасан-арбакеш» (1954 год)
- Поэма «Голос Азии» (1956 год)
- Поэма «Вечный свет» (1957 год)
- Поэма «Дорогая моя» (1960 год)
- Сценарий фильма «Как велит сердце» (1968 год)
- Поэма «От Ганга до Кремля» (1970 год)

## Экранизации
- 1975 — «Восход над Гангом» — советско-индийский фильм, экранизация поэмы «От Ганга до Кремля»

## Награды и звания
- Герой Социалистического Труда (23.02.1967)
- четыре ордена Ленина (24.02.1948; 17.12.1949; 23.10.1954; 23.02.1967)
- орден Октябрьской Революции (02.07.1971)
- три ордена Трудового Красного Знамени (31.01.1939;[5] 17.01.1957; 24.04.1957[6])
- два ордена «Знак Почёта» (29.12.1946; 03.04.1965)
- медаль «За трудовую доблесть» (25.04.1941)
- другие медали
- орден Болгарской Народной Республики «Кирилла и Мефодия» II степени
- народный поэт Таджикской ССР (1961)
- Международная премия Неру (1967)
- Ленинская премия (1960) — за поэмы «Хасан-арбакеш» (1954) и «Голос Азии» (1956)
- Сталинская премия второй степени (1948) — за стихотворения «Индийская баллада», «Ганг», «Шли с туманного запада люди…», «Тара-чандри», «Висячий сад в Бомбее», «В человеческой памяти»[7]
- премия Ленинского комсомола Таджикской ССР (1971)
- Герой Таджикистана (2001 — посмертно)

## Память

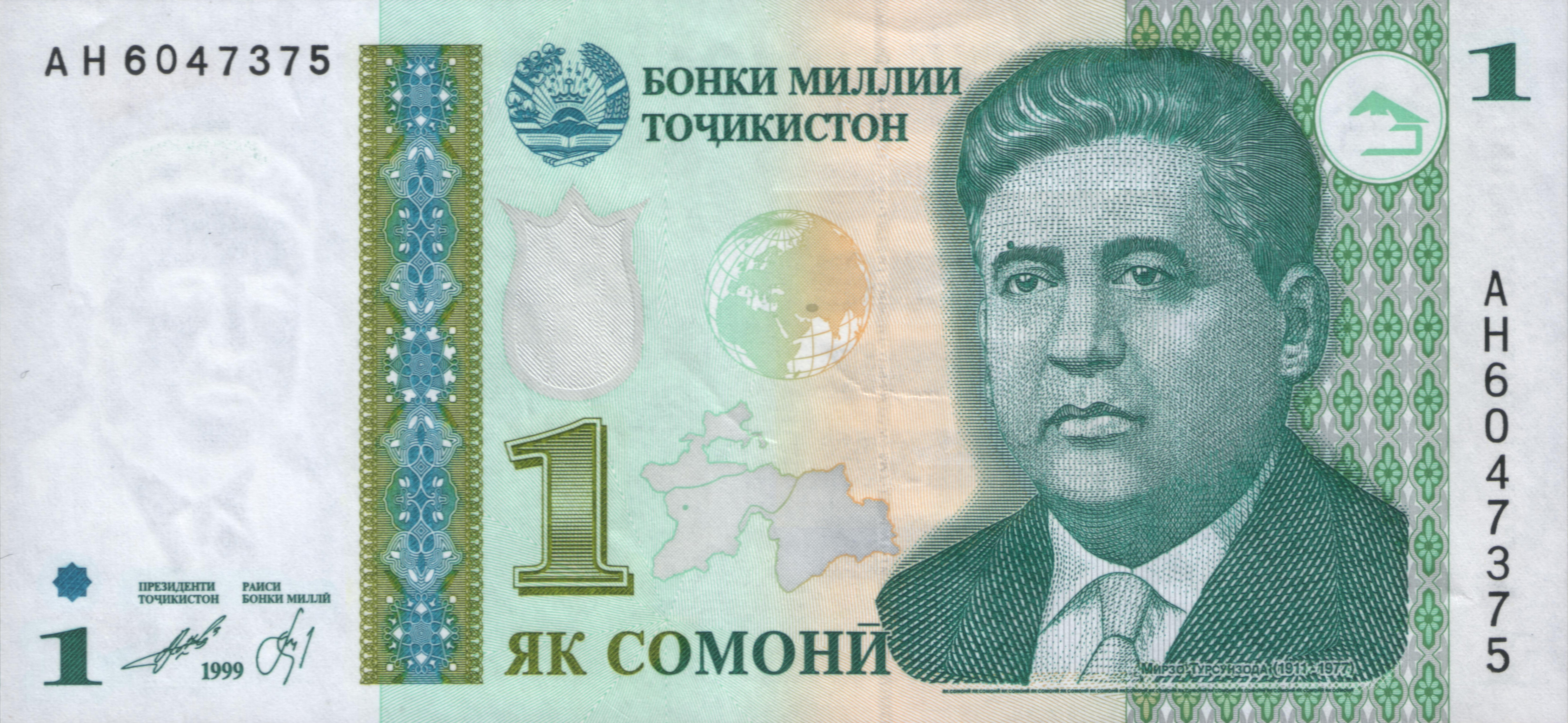
Мирзо Турсун-заде, портрет на купюре 1 сомони

В 1973 году его имя присвоено Таджикскому государственному институту искусств (ныне — Таджикский государственный институт культуры и искусств имени Мирзо Турсунзаде).
В 1978 году в честь писателя был переименован город Регар (сейчас город Турсунзаде), один из районов республиканского подчинения (Турсунзадевский район) и назван Таджикский государственный институт искусств (Душанбе), где установлен бюст поэта.
Также, в 1978 году именем Турсун-заде было названо Канибадамское педагогическое училище (в городе Канибадам).
В 1980 году в Душанбе в Лучобском парке был построен надгробный мавзолей Мирзо Турсун-заде.
В 1981 году в Душанбе по инициативе семьи и поддержке правительства был открыт Мемориально-литературный музей — Дом-музей М. Турсун-заде. Музей был создан на месте жилого дома, в который Мирзо Турсунзаде со своей семьёй переехал в 1949 году и прожил там около 20 лет.
В 1986 году (в связи с 75-летним юбилеем в издательстве «Художественная литература» был выпущен двухтомник избранных произведений Турсун-заде.
В 2011 году по решению ЮНЕСКО 100-летие Мирзо Турсун-заде праздновалось в Таджикистане и во всём мире.
Учитывая вложенный вклад Турсунзаде, современный Таджикистан дал ему статус Героя Таджикского народа и назвал национальную банкноту номиналом 1-сомони в его честь.